# ボトトート郡 (バージニア州)
ボトトート郡（英: Botetourt County、[ˈbɒtətɒt] BOT-ə-tot）は、アメリカ合衆国バージニア州の中央部西に位置する郡である。2010年国勢調査での人口は33,148人であり、2000年の30,496人から8.7%増加した。郡庁所在地はフィンキャッスル町（人口353人）であり、同郡で人口最大の町は国勢調査指定地域でありロアノーク郡にも跨るホリンズ（人口14,673人）である。
ボトトート郡はロアノーク大都市圏に属しており、バージニア州ロアノーク地域に入っている。

## 歴史
ボトトート郡は1770年にオーガスタ郡から分離して設立された。郡名は、第4代ボトトート男爵ノーボーン・バークレー(より一般的にはボトトート卿(1718年-1770年))に因んで名付けられた。ボトトート卿は1768年から1770年までバージニア植民地総督を務めて人気があったが、在職中に突然死した。
1770年代と1780年代、バージニア州は北西部領土の領有を主張していた。その時は領域をボトトート郡とオーガスタ郡で分割していた。この領土から6つの州の全体あるいは部分が造られた。
ボトトート郡はロアノーク大都市圏の一部である、郡南部は近年郊外部的な性格を増してきている。元は農地や果樹園だった所の大半が住宅地や事業用地に転換されてきた。

## 地理
アメリカ合衆国国勢調査局に拠れば、郡域全面積は546平方マイル (1,414.1 km2)であり、このうち陸地543平方マイル (1,406.4 km2)、水域は3平方マイル (7.8 km2)で水域率は0.60%である。ブルーリッジ山脈が郡東部を走っている。アパラチア山脈は郡西部を通っている。この2つの山脈が接近しており、その間にブキャナンの町とジェームズ川がある。
ジェームズ川はボトトート郡のアイアンゲイトの村近くに水源がある。そこはカウパスチャー川とジャクソン川が合流し、アリゲイニー郡との境となる直ぐ南である。ジェームズ川は南に流れ、イーグルロックで東に転じ、郡内を蛇行し、スプリングウッドとジェームズ川高校を過ぎ、ブキャナンの町に入る。ブキャナンでは北向きに流れ、ロックブリッジ郡に入ってグラスゴーに向かう。

### 主要高規格道路
- 州間高速道路81号線
- アメリカ国道11号線
- アメリカ国道220号線
- アメリカ国道221号線
- アメリカ国道460号線
- バージニア州道43号線

### 隣接する郡
- ロアノーク郡 - 南西
- クレイグ郡 - 西
- アリゲイニー郡 - 北西
- ロックブリッジ郡 - 北東
- ベッドフォード郡 - 南東

### 国立保護地域
- ブルーリッジ・パークウェイ（部分）
- ジョージ・ワシントン国立の森（部分）
- ジェファーソン国立の森（部分）

## 人口動態
以下は2000年国勢調査による人口統計データである。
| 基礎データ - 人口: 30,496人 - 世帯数: 11,700 世帯 - 家族数: 9,114 家族 - 人口密度: 22人/km2（56人/mi2） - 住居数: 12,571軒 - 住居密度: 9軒/km2（23軒/mi2） 人種別人口構成 - 白人: 94.91% - アフリカン・アメリカン: 3.52% - ネイティブ・アメリカン: 0.22% - アジア人: 0.47% - その他の人種: 0.19% - 混血: 0.69% - ヒスパニック・ラテン系: 0.59% 年齢別人口構成 - 18歳未満: 23.4% - 18-24歳: 5.8% - 25-44歳: 28.9% - 45-64歳: 28.8% - 65歳以上: 13.2% - 年齢の中央値: 41歳 - 性比（女性100人あたり男性の人口） - 総人口: 99.7 - 18歳以上: 98.4 | 世帯と家族（対世帯数） - 18歳未満の子供がいる: 32.4% - 結婚・同居している夫婦: 67.8% - 未婚・離婚・死別女性が世帯主: 7.0% - 非家族世帯: 22.1% - 単身世帯: 19.2% - 65歳以上の老人1人暮らし: 7.6% - 平均構成人数 - 世帯: 2.56人 - 家族: 2.92人 収入と家計 - 収入の中央値 - 世帯: 48,731米ドル - 家族: 55,125米ドル - 性別 - 男性: 37,182米ドル - 女性: 25,537米ドル - 人口1人あたり収入: 22,218米ドル - 貧困線以下 - 対人口: 5.2% - 対家族数: 3.6% - 18歳未満: 5.4% - 65歳以上: 6.5% |

## 政治
共和党の大統領候補は上記13回の選挙の内、11回でボトトート郡を制してきた。州知事選挙では2005年と2009年も共和党候補が制した。

## 救急サービス
ボトトート郡救急サービスは常勤職員とボランティアを組み合わせ、火災消火と救急医療にあたっている。

## 町
- ブキャナン
- フィンキャッスル - 郡庁所在地
- トラウトビル

### 未編入の町
| - イーグルロック - ブルーリッジ - クローバーデール - スプリングウッド | - オリスカニー - ホリンズ - デールビル - リチア | - アーカディア - グレンウィルトン - ネイス |

## 教育
郡内には高校が2校ある。ロード・ボトトート高校は、1959年秋にデールビルの郊外に開校した。ジェームズ川高校も1959年にブキャナンで開校した。